# Brudnicowate

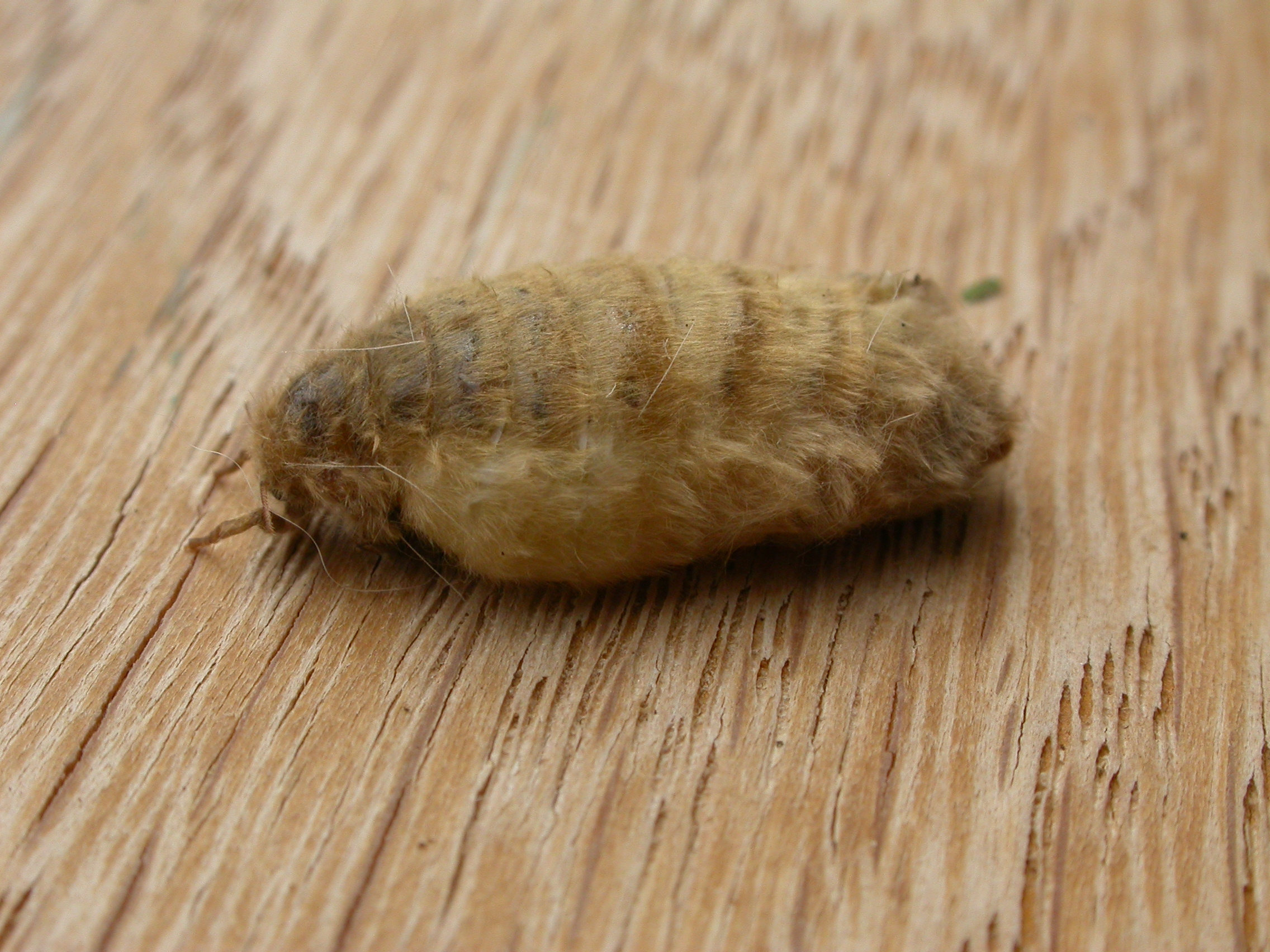
Samica Orygia anartoides

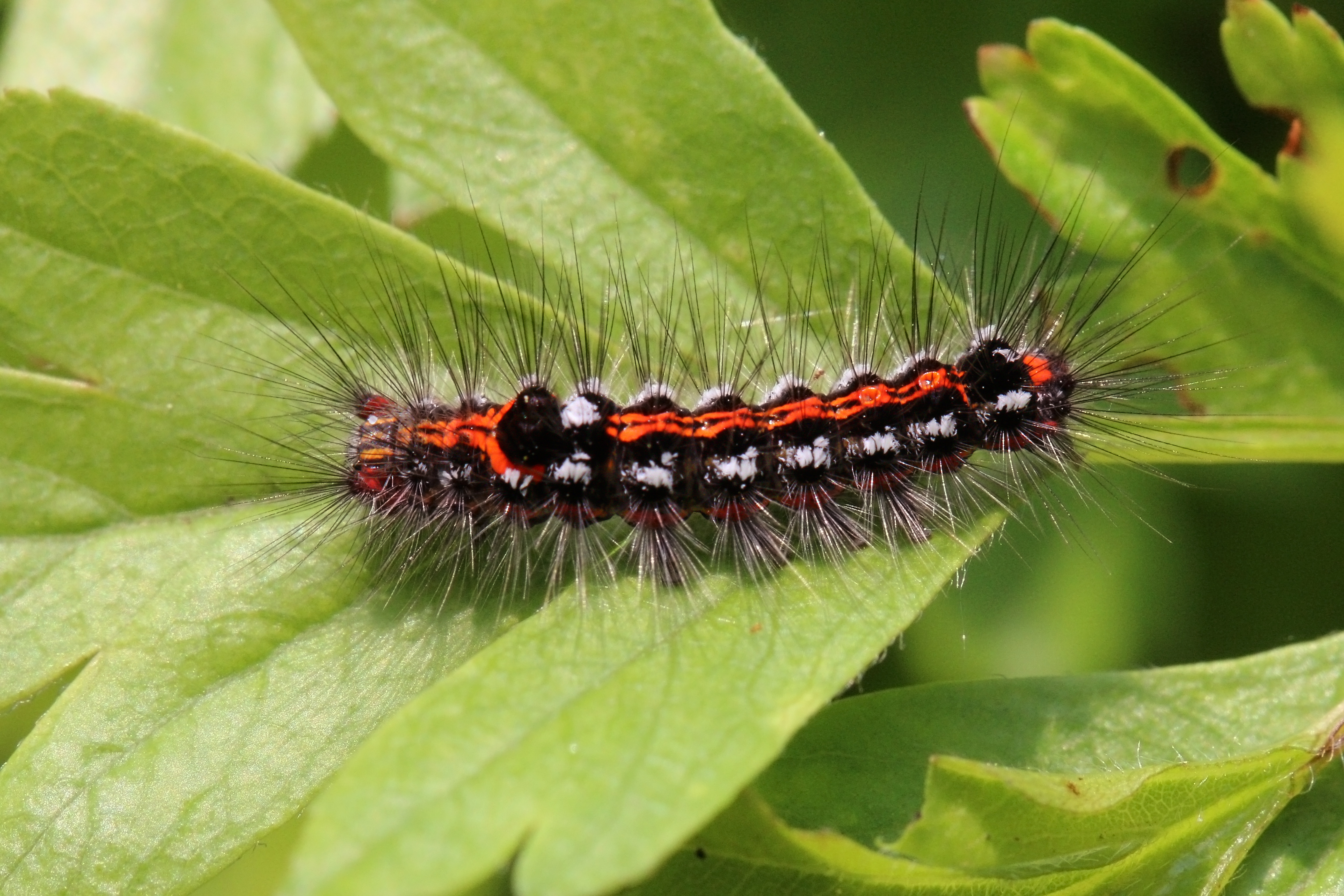
Gąsienica kuprówki złotnicy

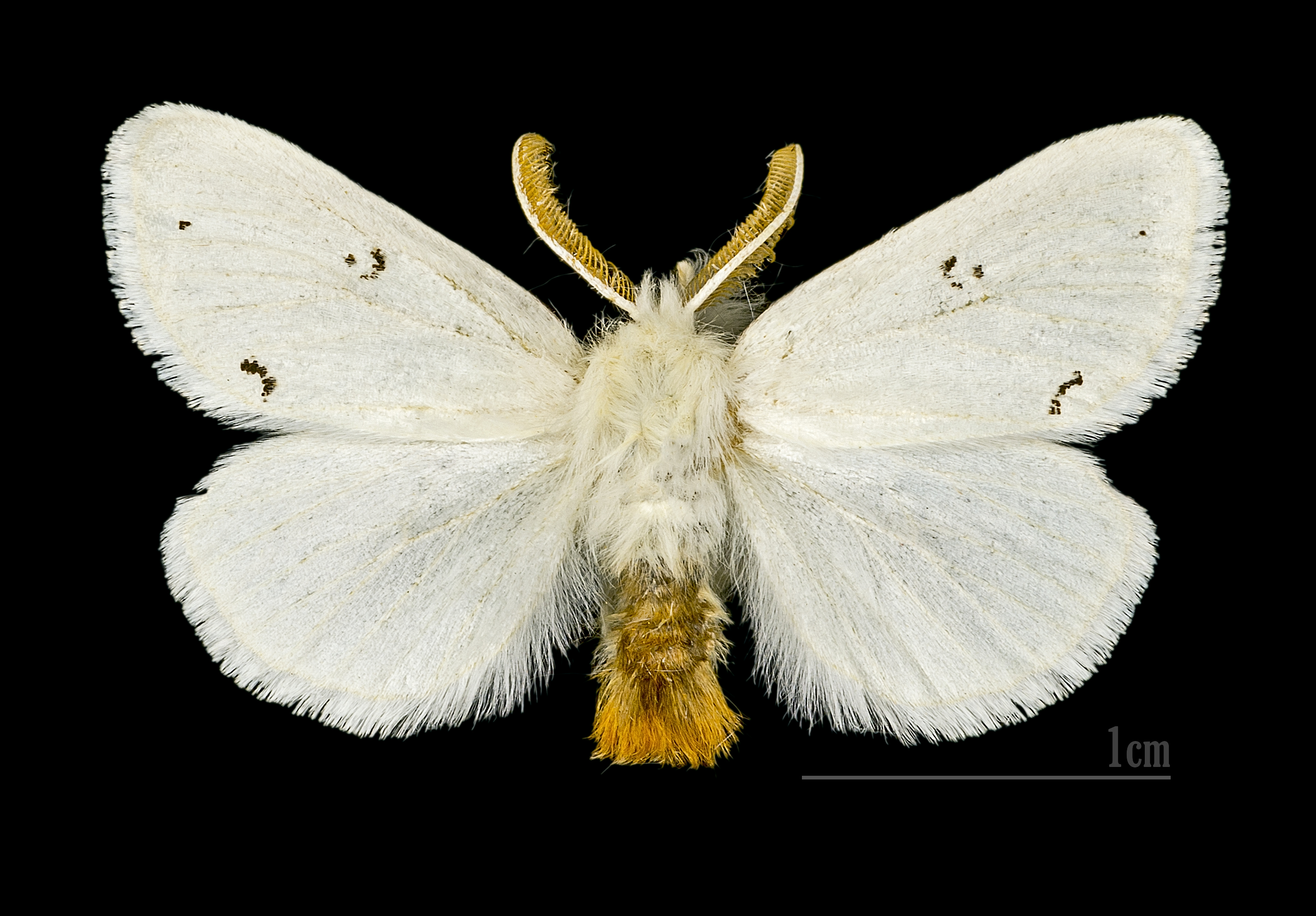
Kuprówka rudnica

Brudnicowate, brudnice (Lymantriinae) – podrodzina motyli z rodziny mrocznicowatych. Obejmuje około 2500 gatunków. Kosmopolityczna. Samice miewają zredukowane skrzydła, a niekiedy także odnóża. Samce dobrze latają, często także w dzień. Na ciałach gąsienic występują brodawki i różnej budowy szczecinki. Liczne gatunki notowane jako szkodniki drzew i krzewów.

## Opis
Motyle o silnie owłosionej głowie, tęgo zbudowanym tułowiu i rozpiętości skrzydeł od 20 do 90 mm. 
Aparat gębowy mają znacznie uwsteczniony, o zredukowanej lub nieobecnej ssawce, wskutek czego dorosłe nie pobierają pokarmu. Na zatułowiu występują narządy tympanalne. Przednie skrzydła z dalece zlanymi żyłkami radialnymi i wtórnie zanikłą dodatkową komórką radialną. U samców wędzidełko buduje jedna, zaś u samic kilka szczecin. Skrzydła samic niekiedy zredukowane, a nawet całkiem nieobecne. W rodzaju Orygia samice mogą być całkiem pozbawione oczu, czułków, narządów gębowych, skrzydeł i odnóży. Odwłok samic gruby, czasem zakończony pęczkiem długich włosów, którymi przykrywają złoża jaj. Pokładełko z dużymi wargami. Samce mają smukły odwłok, a ich genitalia charakteryzuje gruby unkus (czasem zastąpiony superunkusem), krótki tegumen, wąskie winkulum, zwykle słabo wykształcony sakulus oraz płytkowata, niewielkich rozmiarów juksta od strony brzusznej obejmująca edeagus.
Ciało gąsienic pokrywają brodawki oraz gładkie, piłkowane lub pierzaste szczecinki wtórne, które układać się mogą w pęczki lub szczotki. Na wierzchu szóstego i siódmego segmentu odwłoka występują żółte lub czerwone lejki, stanowiące ujścia gruczołów. Poczwarki mają krępą budowę, są mocno oszczecinione, a ich kremaster ma wygląd stożka z krótkimi szczecinkami na końcu.

## Biologia i znaczenie
Gąsienice żerują na drzewach i krzewach liściastych, rzadziej iglastych, a jeszcze rzadziej na roślinach zielnych. Najczęściej są polifagiczne. Przepoczwarczają się w kokonie na korze, w ściółce lub oprzędzionych liściach. Samce latają szybko, często są aktywne także w dzień. Samice o skrzydłach zredukowanych nie oddalają się od miejsca przepoczwarczenia i składają jaja w pobliżu. Samice beznogie nie opuszczają kokonu i składają jaja na jego powierzchni.
W gospodarce leśnej i sadownictwie wiele gatunków stanowi groźne szkodniki pierwotne. Liczne mają tendencję do gradacji. W Polsce do ważniejszych szkodników należą: brudnica mniszka, brudnica nieparka, kuprówka rudnica, kuprówka złotnica, szczotecznica szarawka, białka wierzbówka i znamionówka tarniówka.

## Rozprzestrzenienie
Takson kosmopolityczny, najliczniejszy w gatunki w Afryce. W Polsce występuje ich 16 (zobacz: brudnicowate Polski).

## Taksonomia
Brudnicowate do niedawna traktowane były jako niezależna rodzina w obrębie Noctuoidea. Na podstawie szeregu analiz filogenetycznych są obecnie włączane do mrocznicowatych (Erebidae) w randze podrodziny. Zaliczanych jest doń około 2500 opisanych gatunków. W BioLib.cz wyróżniono 5 plemion:
- Lymantriini
- Orgyiini
- Nygmiini
- Leucomini
- Arctornithini

oraz 4 rodzaje niesklasyfikowane do żadnego z nich:
- Euzora Turner, 1915
- Olene Hübner, 1823
- Oligeria Turner, 1921
- Psalis Hübner, 1823